# Tyresövallen
Tyresövallen (ook wel bekend onder de vorige naam Bollmoravallen) is een voetbalstadion in de Zweedse gemeente Tyresö. Het biedt ruimte voor 2700 toeschouwers, waarvan 1100 zittend. Het stadion is de thuishaven van de voetbalclub Tyresö FF en de American footballclub Tyresö Royal Crowns.
Naast het stadion is ook een ijsbaan gelegen met bijhorende faciliteiten en een cafetaria. Deze biedt plaats voor 600 toeschouwers.